# Волзький район (Самарська область)
Во́лзький район (рос. Волжский район) — адміністративна одиниця Самарської області Російської Федерації.
Адміністративний центр — місто Самара, яке однак не входить до складу району.

## Географія
Район розташований в центрі області, переважно в лівобережжі вигину Волги, також включає в себе східну частину півострова Самарська Лука. Площа району - 2481 км². За площею це один з найбільших районів області.
Межує з районами Красноярський, Кінельським, Большеглушицьким, Красноармійським, Безенчуцький, Ставропольським, з міськими округами Самара, Новокуйбишевськ, Кінель.
Територія району розчленована Волгою і міським округом Самара (анклав району). Оточуючи обласний центр немов поясом, район має вигідне географічне положення - все транспортні потоки до Самари проходять через його територію, що дозволяє говорити про район як про перспективний центрі регіональної логістики. Волзький район має унікальне транспортно-географічне положення, так як він знаходиться в центральній частині Самарської області на обох берегах Волги.
Основні річки - Волга, Самара, Чапаєвка. За прекрасні пейзажі і природу район іноді називають «Волзькою Швейцарією».

## Історія
Територію Волзького району до XVI століття заселяли скотарські кочові племена. Після Золотої Орди цей край контролювала Ногайська Орда, в тому числі річковий шлях між столицями татарських ханств - Казанню і Астраханню. Лише з початку XVII століття район перейшов під владу Російської держави. З 1780 року і до 1920-х років регіон відносився до Самарського повіту. Після революції територія району адміністративно підпорядковувалася Самарі.
Народження району відноситься до 1937 року, коли Постановою ВЦВК було проведено перетворення Молотовського міського району м Куйбишева в Молотовський сільський район з безпосереднім підпорядкуванням Куйбишевському облвиконкому. 7 лютого 1941 роки 9 сільрад Молотовського району були передані в новий Сосново-Солонецький район. 10 серпня 1957 року район був перейменований на Волзький.